# Itariri
Itariri är en kommun i Brasilien.   Den ligger i delstaten São Paulo, i den sydöstra delen av landet, 900 km söder om huvudstaden Brasília. Antalet invånare är 15 471.
I omgivningarna runt Itariri växer i huvudsak städsegrön lövskog. Runt Itariri är det ganska tätbefolkat, med 179 invånare per kvadratkilometer.